# Asphalt 3: Street Rules
Asphalt 3: Street Rules es un videojuego de carreras que fue publicado en el 2006 en teléfonos móviles con Java ME, en 2007 en teléfonos móviles sin Java y también fue lanzado en 2008 para la plataforma de juegos de Nokia, N-Gage 2.0. Es el primer videojuego móvil en ser jugado en la competencia World Cyber Games. También fue el primer juego de la serie en no ser publicado para la Nintendo DS.
El juego consiste en una "Carrera Instantánea" en el que el jugador es colocado en una localización aleatoria de la carrera con cualquiera de los autos que el jugador haya comprado; y también un modo "Carrera", que es el punto principal del juego. El jugador comienza con un Mini Cooper S, y tiene la opción de desbloquear otros autos deportivos y motocicletas, cada una con su propia modificación. El juego termina cuando el jugador ha terminado todas las carreras con un puesto en el podio. El final llega cuando el jugador ha logrado un 'Oro' en todos los eventos, y por lo tanto es declarado el mejor en la Underground Racing League. Incluso después de completar el modo carrera, el jugador puede jugar cualquiera de los eventos, aumentando su dinero.

## Eventos
El juego se compone de una variedad de eventos, los cuales son:
- Carrera: El jugador comienza desde la última posición y compite contra otros siete corredores, con el objetivo principal de acabar 1° en carreras de 3 vueltas, evitando patrullas de la policía y bloqueos de carreteras.
- Duelo: Una Carrera "Uno-en-Uno" en la que el jugador debe competir con un único oponente, y adelantarle para terminar 1° en carreras de 2 vueltas.
- Destrózalos a Todos: En este modo, el objetivo del jugador es derribar un determinado número de rivales o coches de policía antes de terminar la carrera.
- Persecución Policial: En este modo el jugador tendrá el control de un coche de policía con el objetivo de estrellarse contra el corredor buscado, sin perjudicar a los otros corredores y los autos civiles. El jugador comienza con 30 mil dólares en efectivo, y cada vez que se comete un "daño colateral" se deduce una cierta cantidad de dinero.
- Ataque de Dinero: Este modo es similar a una carrera normal, excepto con el objetivo adicional de ganar tanto dinero como sea posible, a través de actos ilegales como los derrapes, exceso de velocidad y derribos.

## Vehículos
- Nissan Skyline GT-R
- Lamborghini Murciélago
- Lamborghini Gallardo
- Ford Mustang GT
- Pagani Zonda
- RUF RT12
- Mini Cooper S
- Aston Martin V8 Vantage
- Chevrolet Corvette

## Copilotos
El juego también incorpora tres mujeres copiloto, cada una proporcionando una razón por la que el jugador debería escogerla:
- Sandra: "llévame contigo, e impulsaré tu coche!"
- Michelle: "Eligeme, o tendras policías en tus talones!"
- Julia: "Déjame acompañarte, y estarás en las noticias!"